# Заблудшие (фильм, 1970)
- Не следует путать с фильмом СССР 1966 года «Заблудший»

«Заблудшие» («Белый корабль») (эст. Valge laev) — советский фильм 1970 года, снятый на студии «Таллинфильм» режиссёром Калью Комиссаровым.

## Сюжет
Студенческая компания молодых эстонских националистов, слушая «западные радиоголоса», попадает под влияние идеолога эстонской эмиграции радиоведущего Рудольфа Тальгре, во время войны сотрудничавшего с нацистами и гордящегося этим, и теперь обосновавшегося в Швеции. Однако, один из друзей начинает сомневаться в правоте «голоса», что приводит к ссоре между друзьями… Пройдя через предательство и убийство, двоим из бывших друзей — Юхану и Линде — всё-таки удастся попасть в вожделенную Швецию, где они на деле узнают цену слов своего идеологического наставника.

## В ролях
- Энн Краам — Юхан
- Катрин Кумпан — Линда
- Калью Комиссаров — Энн
- Аго Роо — Олев
- Тыну Тепанди — Хейно
- Тыну Микивер — Якоб
- Эйнари Коппель — Рудольф Тальгре
- Гуннар Килгас — Илмар
- Эллен Алакюла — Улла
- Аарне-Мати Юкскюла — Барри
- Микк Микивер — Матти
- Антс Лаутер — Арни Пари
- Вольдемар Куслап — журналист
- Ита Эвер — эпизод
- Лизл Линдау — эпизод
- Оскар Лийганд — эпизод

Фильм дублирован на киностудии «Союзмультфильм», режиссер дубляжа: Георгий Калитиевский. Роли дублируют: М. Погоржельский, В. Сошальский, Н. Пянтковская, В. Ферапонтов, И. Ясулович, В. Подвиг, Г. Крашенинников, А. Карапетян, Ф. Яворский, Ю. Саранцев

## Критика
Дебютный, один из всего трёх фильмов режиссёра Калью Комиссарова — наиболее значительная его работа:

В 24 года он снял очень незаурядную картину «Белый корабль» — историю парней, которым душно и тесно в советской действительности, и они бегут в Швецию, но и там неприкаянным не найти душевного покоя. («Белый корабль» — это символический образ эстонской мифологии: когда-нибудь придет белый корабль и унесет нас к счастью.) Любопытно, что совсем недавно, в 2017 году, в Эстонии вышел фильм «Герои» — почти на ту же тему, но решенный в трагифарсовом ключе. Вот уж в самом деле: первый раз как трагедия, второй раз как фарс!— критик Борис Тух, 2017 год

Мне Комиссаров больше всего запомнился своим ранним фильмом «Белый корабль» о мальчишках, которые решили сбежать в Швецию. Это был гимн отечеству, родине, фильм о невозможности ее покинуть и гибельности любых подобных попыток. При всей наивности сюжета и концепции сделан фильм изумительно, и играл Комиссаров великолепно. Таким молодым, не побоюсь этого слова, комсомольским задором были проникнуты тогдашние его работы!— эстонская писательница Елена Скульская, газета «Postimees», 2017 год
В начале 70-х идеологическая тема вызвала подозрения руководства, и фильм только через год выпустили на всесоюзный экран, сменив название с «Белый корабль» на «Заблудшие».
В 1975 году в статье журнала «Искусство кино» с критическим обсуждением эстонского кино был помещён спор И. Жуковец и Т. Мерисалу о фильме:

Т. Мерисалу: Идеологически острую тематику этого плана пытались затронуть только «Заблудшие». Намерение — превосходное: сделать фильм о тех, кто колеблется, не обрел еще прочной идейной почвы. Но в воплощении темы, на мой взгляд, многое оказалось искусственным деформированным: исключительное изображено как основное, а главное коренное вовсе отсутствует.

И. Жуковец: К фильму «Заблудшие» я не отношусь так нетерпимо, как Мерисалу. Думаю, что Комиссаров достаточно убедительно изобразил эстонскую эмиграцию в Швеции.

Т. Мерисалу: Нет, и эмиграцию он, по-моему, показал с налётом дурных штампов.

И. Жуковец: Не могу согласиться. Но согласен с тем, что эстонское кино не принимает во внимание специфику жизни в республике. В частности — настроения молодежи, ее проблемы.
В 2008 году киновед Сергей Кудрявцев в своём «Живом Журнале» дал фильму оценку 6,5 из 10:

Есть своя правда и в том, что молодые диссиденты из Эстонии однажды решаются на побег через Балтийское море в Швецию. Хотя предшествующие этому криминальные разборки между согласными и сомневающимися среди них, как и непременный мотив не только предательской сущности своеобразного «проповедника» Рудольфа Тальгре, которого они постоянно слушали по «вражескому радио», но и преступного прошлого этого бывшего гестаповца — конечно, это явный политический перебор. Авторы сценария хотели во что бы то ни стало расставить все точки над латинской буквой I. А вот молодой эстонский режиссер с помощью отличного оператора Юри Гаршнека придал повествованию более метафорический, иносказательный характер.

Видения белого корабля как исчезающего символа покинутой родины, преследующие героев ретроспекции той трагической сцены на хуторе, когда у кого-то не выдержали нервы и мгновенное раздражение привело к убийству, да и вообще чуть взвинченная кинематографическая манера всей картины в целом — это, с одной стороны, выделило ее среди кинопродукции тех лет, тем более посвященной важной идеологической теме.— киновед Сергей Кудрявцев, 2008 год